# Kršitev simetrije CP
Kršitev simetrije CP pomeni kršitev invariantnosti CP. Invariantnost CP pomeni, da se fizikalni zakoni ne spremenijo, če se zamenja osnovni delec z njegovim antidelcem (konjugacija naboja) in se še vse koordinate zrcalijo. 
Simetrija CP je kombinacija dveh simetrij: simetrije C (kar pomeni spremembo električnega naboja) in simetrije P (zrcaljenje). Simetrija CP trdi, da se fizikalni zakoni ne spremenijo, če se delec nadomesti z njegovim antidelcem in se zamenja levo in desno stran, kar pomeni zrcaljenje (simetrija P). Kršitev simetrije CP je eden izmed pogojev, ki so potrebni za razlago vzroka nesimetrije med snovjo in antimaterijo v Vesolju. 

## Odkritje
Leta 1964 sta ameriška fizika James Watson Cronin (rojen 1931) in Val Logsdon Fitch (rojen 1923) odkrila, da se pri razpadu kaonov krši simetrija CP (kaon lahko razpade na dva ali tri pione.) O tem sta prvič poročala leta 1964 na konferenci v Dubni. Za svoje odkritje sta leta 1980 dobila Nobelovo nagrado za fiziko. Njuni poskusi so potrdili, da je pri šibkih interakcijah kršena simetrija CP. Ohranja pa se šibkejša oblika simetrije, to je simetrija CPT, ki upošteva tudi obrat časa, ki omogoča obrnjeno gibanje (pri obratu časa se dobi gibanje v obratni smeri). 
Simetrija CP se krši tudi pri razpadu mezonov B .

## Poskus[1]
Poskus, v katerem sta dokazala kršitev simetrije CP, sta prva izvedla Cronin in Fitch v letu 1964. Ugotovila sta, da kratkoživa oblika kaona ({\displaystyle K_{S}^{0}\,} ) v 0,89.10-10 s razpade na dva piona ( {\displaystyle \pi ^{0}\,}). Dolgoživa obllika ({\displaystyle \pi _{L}^{0}\,}) pa v 5,2. 10-8 s razpade na tri pione ({\displaystyle \pi ^{0}\,} ). Razlika v številu razpadov na dva ali tri pione je bila izredno majhna. Vendar je poskus vseeno pokazal, da je bila kršena simetrija CP. 